# Arzrunite
L'arzrunite è un minerale della classe dei solfati. Prende il nome da Andreas Arzruní (1847-1898), professore di mineralogia ad Aquisgrana, che per primo identificò il minerale.